# 第14回全日本アンサンブルコンテスト
第14回全日本アンサンブルコンテストは、1991年に行われた全日本アンサンブルコンテストの第14回大会である。

## 概要
1991年3月21日に郡山市民文化センターで開催された。全日本吹奏楽連盟・朝日新聞社・郡山市教育委員会主催。文化庁・日本放送協会・福島県教育委員会・福島県高等学校文化連盟後援。

### 審査員
- 織田準一
- 中村均
- 松本熙
- 三村園子
- 村井祐児（クラリネット奏者）

## 代表校・代表団体
下記表では同一校から2グループが出場した場合は、「W'（ダブル）出場」と表記。

### 中学の部
| 中学の部 | 中学の部          | 中学の部                           | 中学の部      |
| 支部     | 都道府県 （地区） | 代表校                             | 出場回数      |
| -------- | ----------------- | ---------------------------------- | ------------- |
| 北海道   | 札幌地区          | 札幌市立宮の丘中学校吹奏楽部       | 3回目2年ぶり  |
| 北海道   | 北見地区          | 北見市立光西中学校吹奏楽部         | 5回目3年連続  |
| 東北     | 青森県            | 八戸市立長者中学校吹奏楽部         | 初出場        |
| 東北     | 福島県            | 原町市立原町第二中学校吹奏楽部     | 3回目3年連続  |
| 関東     | 千葉県            | 富里町立富里南中学校吹奏楽部       | 初出場        |
| 関東     | 埼玉県            | 狭山市立山王中学校吹奏楽部         | 初出場        |
| 東京     | 東京都            | 玉川学園中学部吹奏楽部             | 3回目3年ぶり  |
| 東京     | 東京都            | 世田谷学園中学校吹奏楽部           | 3回目3年連続  |
| 北陸     | 石川県            | 小松市立松陽中学校吹奏楽部         | 初出場        |
| 北陸     | 福井県            | 鯖江市鯖江中学校吹奏楽部           | 4回目4年ぶり  |
| 東海     | 長野県            | 茅野市立北部中学校吹奏楽部         | 初出場        |
| 東海     | 静岡県            | 富士宮市立富士宮第四中学校吹奏楽部 | 初出場        |
| 関西     | 大阪府            | 大阪市立城陽中学校吹奏楽部         | 8回目3年ぶり  |
| 関西     | 兵庫県            | 姫路市立大津中学校吹奏楽部         | 初出場        |
| 中国     | 広島県            | 広島市立宇品中学校吹奏楽部         | 初出場        |
| 中国     | 山口県            | 小郡町立小郡中学校吹奏楽部         | 初出場        |
| 四国     | 香川県            | 高松市立木太中学校吹奏楽部         | 初出場        |
| 四国     | 香川県            | 高松市立桜町中学校吹奏楽部         | 2回目13年ぶり |
| 九州     | 福岡県            | 北九州市立高塔中学校吹奏楽部       | 初出場        |
| 九州     | 沖縄県            | 与那原町立与那原中学校吹奏楽部     | 初出場        |

### 高校の部
| 高校の部 | 高校の部          | 高校の部                         | 高校の部                |
| 支部     | 都道府県 （地区） | 代表校                           | 出場回数                |
| -------- | ----------------- | -------------------------------- | ----------------------- |
| 北海道   | 札幌地区          | 東海大学第四高等学校吹奏楽部     | 5回目4年連続            |
| 北海道   | 旭川地区          | 北海道旭川商業高等学校吹奏楽部   | 初出場                  |
| 東北     | 宮城県            | 宮城県古川女子高等学校吹奏楽部   | 2回目3年ぶり            |
| 東北     | 福島県            | 福島県立勿来工業高等学校吹奏楽部 | 3回目2年ぶり            |
| 関東     | 千葉県            | 習志野市立習志野高等学校吹奏楽部 | 3回目2年連続            |
| 関東     | 埼玉県            | 埼玉栄高等学校吹奏楽部           | 2回目3年ぶり            |
| 東京     | 東京都            | 東海大学菅生高等学校吹奏楽部     | 2回目3年ぶり            |
| 東京     | 東京都            | 世田谷学園高等学校吹奏楽部       | 初出場                  |
| 北陸     | 富山県            | 富山県立高岡商業高等学校吹奏楽部 | 6回目3年連続／Ｗ出場 ア |
| 東海     | 静岡県            | 静岡県立浜松工業高等学校吹奏楽部 | 3回目2年ぶり            |
| 東海     | 愛知県            | 愛知工業大学名電高等学校吹奏楽部 | 10回目3年連続           |
| 関西     | 大阪府            | 大阪府立淀川工業高等学校吹奏楽部 | 8回目7年連続            |
| 関西     | 大阪府            | 大阪信愛女学院高等学校吹奏楽部   | 4回目2年ぶり            |
| 中国     | 岡山県            | 金山学園高等学校吹奏楽部         | 3回目2年連続            |
| 中国     | 山口県            | 山口県立下松高等学校吹奏楽部     | 2回目2年連続            |
| 四国     | 香川県            | 高松第一高等学校吹奏楽部         | 4回目2年連続            |
| 四国     | 高知県            | 高知市立高知商業高等学校吹奏楽部 | 初出場                  |
| 九州     | 大分県            | 大分高等学校吹奏楽部             | 初出場                  |
| 九州     | 宮崎県            | 都城高等学校吹奏楽部             | 2回目2年連続            |

### 大学の部
| 大学の部 | 大学の部          | 大学の部                             | 大学の部       |
| 支部     | 都道府県 （地区） | 代表団体                             | 出場回数       |
| -------- | ----------------- | ------------------------------------ | -------------- |
| 北海道   | 旭川地区          | 北海道教育大学旭川分校吹奏楽団       | 6回目2年連続   |
| 東北     | 岩手県            | 岩手大学吹奏楽部                     | 初出場         |
| 関東     | 埼玉県            | 文教大学吹奏楽部                     | 3回目2年ぶり   |
| 東京     | 東京都            | 創価大学吹奏楽部                     | 初出場         |
| 北陸     | 石川県            | 金沢大学アカデミアブラスアンサンブル | 13回目10年連続 |
| 東海     | 静岡県            | 静岡大学吹奏楽団                     | 5回目2年ぶり   |
| 関西     | 大阪府            | 関西大学応援団吹奏楽部               | 7回目7年連続   |
| 中国     | 山口県            | 山口大学ブラスコンソート             | 6回目2年連続   |
| 四国     | 愛媛県            | 愛媛大学吹奏楽団                     | 初出場         |
| 九州     | 鹿児島県          | 鹿児島大学学友会吹奏楽団             | 初出場         |

### 職場の部
| 職場の部 | 職場の部          | 職場の部                       | 職場の部      |
| 支部     | 都道府県 （地区） | 代表団体                       | 出場回数      |
| -------- | ----------------- | ------------------------------ | ------------- |
| 北海道   | 日胆地区          | 新日鐵室蘭吹奏楽団             | 3回目2年ぶり  |
| 東北     | 宮城県            | JR東日本東北吹奏楽団           | 3回目2年ぶり  |
| 関東     | 神奈川県          | 日本電気玉川吹奏楽団           | 12回目3年連続 |
| 東京     | 東京都            | ヤマハ吹奏楽団東京             | 4回目3年連続  |
| 東海     | 三重県            | 日立金属（株）桑名工場吹奏楽団 | 2回目6年ぶり  |
| 関西     | 大阪府            | 阪急百貨店吹奏楽団             | 7回目2年ぶり  |
| 中国     | 広島県            | NTT中国吹奏楽団                | 9回目8年連続  |
| 九州     | 沖縄県            | 沖縄銀行吹奏楽部               | 2回目2年連続  |

### 一般の部
| 一般の部 | 一般の部          | 一般の部                               | 一般の部      |
| 支部     | 都道府県 （地区） | 代表団体                               | 出場回数      |
| -------- | ----------------- | -------------------------------------- | ------------- |
| 北海道   | 札幌地区          | 札幌ユース吹奏楽団                     | 2回目3年ぶり  |
| 東北     | 秋田県            | 仁賀保吹奏楽愛好会                     | 初出場        |
| 関東     | 新潟県            | 新潟ウインドオーケストラ               | 初出場        |
| 東京     | 東京都            | 乗泉寺吹奏楽団                         | 12回目4年連続 |
| 北陸     | 富山県            | エロイカウインドアンサンブル           | 初出場        |
| 東海     | 長野県            | 長野市民吹奏楽団                       | 2回目2年連続  |
| 関西     | 大阪府            | 創価学会関西吹奏楽団                   | 初出場        |
| 中国     | 岡山県            | 倉敷市民吹奏楽団グリーンハーモニー     | 2回目4年ぶり  |
| 四国     | 香川県            | 香川フルート友の会                     | 2回目7年ぶり  |
| 九州     | 鹿児島県          | 鹿児島県立松陽高等学校OB吹奏楽団「緑」 | 2回目2年連続  |

## 結果

### 中学の部
| 中学の部 | 中学の部          | 中学の部                           | 中学の部             | 中学の部                                                            | 中学の部 | 中学の部 |
| No.      | 代表支部          | 団体名                             | 編成                 | 演奏曲（作曲者／編曲者）                                            | 賞       | 補足     |
| -------- | ----------------- | ---------------------------------- | -------------------- | ------------------------------------------------------------------- | -------- | -------- |
| 1        | 四国／ 香川県     | 高松市立木太中学校吹奏楽部         | 打楽器六重奏         | ティンパニと打楽器アンサンブルのための協奏曲 （J.ベック）           | 銀       |          |
| 2        | 北陸／ 福井県     | 鯖江市鯖江中学校吹奏楽部           | 打楽器五重奏         | ゲインズボーロー （T.ゴーガー）                                     | 金       |          |
| 3        | 北陸／ 石川県     | 小松市立松陽中学校吹奏楽部         | 金管八重奏           | ロンドン・ミニチュア （G.ラングフォード）                           | 金       |          |
| 4        | 東北／ 青森県     | 八戸市立長者中学校吹奏楽部         | 金管八重奏           | ロンドン・ミニチュア （G.ラングフォード）                           | 金       |          |
| 5        | 九州／ 沖縄県     | 与那原町立与那原中学校吹奏楽部     | 金管八重奏           | あと一匹の猫：クラーケン （C.ヘーゼル）                             | 銀       |          |
| 6        | 関東／ 埼玉県     | 狭山市立山王中学校吹奏楽部         | 金管八重奏           | 「フランス・ルネサンス舞曲集」より （C.ジェルヴェーズ／N.NAKAGAWA） | 銅       |          |
| 7        | 九州／ 福岡県     | 北九州市立高塔中学校吹奏楽部       | 金管八重奏           | ピザ・パーティ （H.ウォルターズ）                                   | 銀       |          |
| 8        | 東海／ 長野県     | 茅野市立北部中学校吹奏楽部         | 金管六重奏           | 組曲 （L.オストランスキー）                                         | 銅       |          |
| 9        | 関西／ 兵庫県     | 姫路市立大津中学校吹奏楽部         | 金管五重奏           | 空想・おもちゃ・夢 （G.ファーナビー／E.ハワース）                   | 銅       |          |
| 10       | 関東／ 千葉県     | 富里町立富里南中学校吹奏楽部       | サクソフォーン四重奏 | サクソフォーン・シンフォネット （D.ベネット）                       | 金       |          |
| 11       | 北海道／ 札幌地区 | 札幌市立宮の丘中学校吹奏楽部       | サクソフォーン四重奏 | 南アメリカ組曲 （L.フローレンツォ）                                 | 銀       |          |
| 12       | 東海／ 静岡県     | 富士宮市立富士宮第四中学校吹奏楽部 | サクソフォーン四重奏 | サクソフォーン四重奏曲 （P.M.デュボア）                             | 銅       |          |
| 13       | 北海道／ 北見地区 | 北見市立光西中学校吹奏楽部         | サクソフォーン四重奏 | 和旋律による三章 （宮島基栄）                                       | 銀       |          |
| 14       | 関西／ 大阪府     | 大阪市立城陽中学校吹奏楽部         | クラリネット八重奏   | コラールと舞曲 （V.ネリベル）                                       | 銀       |          |
| 15       | 東京／ 中学       | 玉川学園中学部吹奏楽部             | クラリネット七重奏   | コラールと舞曲 （V.ネリベル）                                       | 銅       |          |
| 16       | 東京／ 中学       | 世田谷学園中学校吹奏楽部           | クラリネット四重奏   | 「弦楽四重奏曲第2番」より （A.ボロディン／加藤政広）                | 金       |          |
| 17       | 中国／ 広島県     | 広島市立宇品中学校吹奏楽部         | 木管五重奏           | 3つの小品 （J.イベール）                                            | 銀       |          |
| 18       | 中国／ 山口県     | 小郡町立小郡中学校吹奏楽部         | 木管五重奏           | 3つの小品 （J.イベール）                                            | 銀       |          |
| 19       | 東北／ 福島県     | 原町市立原町第二中学校吹奏楽部     | フルート四重奏       | 夏山の一日 （E.ボザ）                                               | 金       |          |
| 20       | 四国／ 香川県     | 高松市立桜町中学校吹奏楽部         | フルート三重奏       | フルート三重奏曲 （F.ホフマイスター）                               | 銀       |          |

### 高校の部
| 高校の部 | 高校の部          | 高校の部                         | 高校の部             | 高校の部                                                         | 高校の部 | 高校の部   |
| No.      | 代表支部          | 団体名                           | 編成                 | 演奏曲（作曲者／編曲者）                                         | 賞       | 補足       |
| -------- | ----------------- | -------------------------------- | -------------------- | ---------------------------------------------------------------- | -------- | ---------- |
| 1        | 東京／ 高校       | 東海大学菅生高等学校吹奏楽部     | 管打八重奏           | 「子供のアルバム」より （A.ハチャトゥリアン／S.KAJIMA）          | 金       |            |
| 2        | 東海／ 愛知県     | 愛知工業大学名電高等学校吹奏楽部 | 金管八重奏           | 第7旋法による8声のカンツォン第1番 （G.ガブリエーリ）             | 銀       |            |
| 3        | 東北／ 福島県     | 福島県立勿来工業高等学校吹奏楽部 | 金管八重奏           | ニューヨークのロンドン人 （J.パーカー）                          | 銀       |            |
| 4        | 中国／ 山口県     | 山口県立下松高等学校吹奏楽部     | 金管八重奏           | ロンドン・ミニチュア （G.ラングフォード）                        | 銅       |            |
| 5        | 北陸／ 富山県     | 富山県立高岡商業高等学校吹奏楽部 | 金管八重奏           | 「舞曲集」より （T.スザート）                                    | 銅       | W出場 ア-1 |
| 6        | 中国／ 岡山県     | 金山学園高等学校吹奏楽部         | 金管八重奏           | 第12旋法によるカンツォン （G.ガブリエーリ／M.IZUMARU）           | 銅       |            |
| 7        | 関西／ 大阪府     | 大阪府立淀川工業高等学校吹奏楽部 | 金管八重奏           | 第7旋法による8声のカンツォン第2番 （G.ガブリエーリ）             | 銅       |            |
| 8        | 北海道／ 旭川地区 | 北海道旭川商業高等学校吹奏楽部   | 金管六重奏           | 組曲 （L.オストランスキー）                                      | 銀       |            |
| 9        | 東海／ 静岡県     | 静岡県立浜松工業高等学校吹奏楽部 | トロンボーン四重奏   | ポートレート （G.ガーシュウィン／D.Armitage）                    | 銀       |            |
| 10       | 北海道／ 札幌地区 | 東海大学第四高等学校吹奏楽部     | サクソフォーン四重奏 | サクソフォーン四重奏曲 （F.et M.ジャンジャン）                   | 銅       |            |
| 11       | 関東／ 千葉県     | 習志野市立習志野高等学校吹奏楽部 | サクソフォーン四重奏 | サクソフォーン四重奏曲 （A.デザンクロ）                          | 金       |            |
| 12       | 東北／ 宮城県     | 宮城県古川女子高等学校吹奏楽部   | サクソフォーン四重奏 | サクソフォーン四重奏曲 （A.デザンクロ）                          | 銅       |            |
| 13       | 北陸／ 富山県     | 富山県立高岡商業高等学校吹奏楽部 | サクソフォーン四重奏 | サクソフォーン四重奏曲 （A.デザンクロ）                          | 銀       | W出場 ア-2 |
| 14       | 九州／ 大分県     | 大分高等学校吹奏楽部             | サクソフォーン四重奏 | トッカータ・ホ短調 （J.S.バッハ／H.SAITO）                       | 銀       |            |
| 15       | 四国／ 高知県     | 高知市立高知商業高等学校吹奏楽部 | サクソフォーン四重奏 | 万葉 （櫛田胅之扶）                                              | 金       |            |
| 16       | 九州／ 宮崎県     | 都城高等学校吹奏楽部             | サクソフォーン四重奏 | サクソフォーン四重奏曲 （A.デザンクロ）                          | 銀       |            |
| 17       | 関西／ 大阪府     | 大阪信愛女学院高等学校吹奏楽部   | クラリネット八重奏   | コラールと舞曲 （V.ネリベル）                                    | 銀       |            |
| 18       | 関東／ 埼玉県     | 埼玉栄高等学校吹奏楽部           | クラリネット六重奏   | 家族 （R.ルーシュール）                                          | 金       |            |
| 19       | 東京／ 高校       | 世田谷学園高等学校吹奏楽部       | クラリネット四重奏   | 弦楽四重奏曲 ニ短調「死と乙女」より （F.シューベルト／加藤政広） | 金       |            |
| 20       | 四国／ 香川県     | 高松第一高等学校吹奏楽部         | フルート四重奏       | 夏山の一日 （E.ボザ）                                            | 金       |            |

### 大学の部
| 大学の部 | 大学の部          | 大学の部                             | 大学の部           | 大学の部                                         | 大学の部 | 大学の部 |
| No.      | 代表支部          | 団体名                               | 編成               | 演奏曲（作曲者／編曲者）                         | 賞       | 補足     |
| -------- | ----------------- | ------------------------------------ | ------------------ | ------------------------------------------------ | -------- | -------- |
| 1        | 九州／ 鹿児島県   | 鹿児島大学学友会吹奏楽団             | 打楽器七重奏       | ムジカ・バトゥッタ （H.シフマン）                | 銀       |          |
| 2        | 東北／ 岩手県     | 岩手大学吹奏楽部                     | 金管八重奏         | ロンドン・ミニチュア （G.ラングフォード）        | 銅       |          |
| 3        | 北海道／ 旭川地区 | 北海道教育大学旭川分校吹奏楽団       | 金管八重奏         | 「舞曲集」より （T.スザート）                    | 銅       |          |
| 4        | 中国／ 山口県     | 山口大学ブラスコンソート             | 金管六重奏         | 金管楽器のための音楽 （I.ダール）                | 銀       |          |
| 5        | 北陸／ 石川県     | 金沢大学アカデミアブラスアンサンブル | 金管五重奏         | フォー・アウティング （A.プレヴィン）            | 銅       |          |
| 6        | 東京／ 大学       | 創価大学吹奏楽部                     | テューバ三重奏     | ルーダス （V.ネリベル）                          | 金       |          |
| 7        | 関西／ 大阪府     | 関西大学応援団吹奏楽部               | クラリネット八重奏 | マスク （D.ウーバー）                            | 銀       |          |
| 8        | 関東／ 埼玉県     | 文教大学吹奏楽部                     | クラリネット四重奏 | 3つのディヴェルティスマン （H.トマジ）           | 金       |          |
| 9        | 四国／ 愛媛県     | 愛媛大学吹奏楽団                     | 木管五重奏         | 「戦争ソナタ」より （S.プロコフィエフ／K.OKUBO） | 金       |          |
| 10       | 東海／ 静岡県     | 静岡大学吹奏楽団                     | フルート四重奏     | 笛吹きたちの休日 （J.カステレード）              | 銀       |          |

### 職場の部
| 職場の部 | 職場の部          | 職場の部                       | 職場の部             | 職場の部                                                        | 職場の部 | 職場の部 |
| No.      | 代表支部          | 団体名                         | 編成                 | 演奏曲（作曲者／編曲者）                                        | 賞       | 補足     |
| -------- | ----------------- | ------------------------------ | -------------------- | --------------------------------------------------------------- | -------- | -------- |
| 1        | 中国／ 広島県     | NTT中国吹奏楽団                | 金管八重奏           | ロンドン・ミニチュア （G.ラングフォード）                       | 銀       |          |
| 2        | 東北／ 宮城県     | JR東日本東北吹奏楽団           | 金管五重奏           | ハレルヤ （W.A.モーツァルト／A.フラッケンポール）               | 銅       |          |
| 3        | 関西／ 大阪府     | 阪急百貨店吹奏楽団             | トロンボーン八重奏   | カンツォーナ （W.ハートリー）                                   | 銀       |          |
| 4        | 九州／ 沖縄県     | 沖縄銀行吹奏楽部               | トロンボーン四重奏   | シャウティン’ライザ・トロンボーン （H.フィルモア／小田桐寛之）  | 金       |          |
| 5        | 東海／ 三重県     | 日立金属（株）桑名工場吹奏楽団 | サクソフォーン四重奏 | ルーマニア民謡の主題による組曲 （J.アプシル）                   | 銀       |          |
| 6        | 東京／ 職場       | ヤマハ吹奏楽団東京             | サクソフォーン四重奏 | サクソフォーン四重奏曲 （A.デザンクロ）                         | 金       |          |
| 7        | 北海道／ 日胆地区 | 新日鐵室蘭吹奏楽団             | 木管五重奏           | 2本のフルートのための協奏曲 ハ長調 （A.ヴィヴァルディ／M.ジン） | 銅       |          |
| 8        | 関東／ 神奈川県   | 日本電気玉川吹奏楽団           | クラリネット四重奏   | 弦楽四重奏曲 変ロ長調「狩」より （W.A.モーツァルト／川島通雅）  | 銀       |          |

### 一般の部
| 一般の部 | 一般の部          | 一般の部                               | 一般の部             | 一般の部                                             | 一般の部 | 一般の部 |
| No.      | 代表支部          | 団体名                                 | 編成                 | 演奏曲（作曲者／編曲者）                             | 賞       | 補足     |
| -------- | ----------------- | -------------------------------------- | -------------------- | ---------------------------------------------------- | -------- | -------- |
| 1        | 東北／ 秋田県     | 仁賀保吹奏楽愛好会                     | 管打八重奏           | 「交響曲第1番」より （D.ショスタコーヴィチ／Y.SATO） | 銀       |          |
| 2        | 関西／ 大阪府     | 創価学会関西吹奏楽団                   | 金管八重奏           | 民謡ファンタジー第1楽章 （中川昌）                   | 銅       |          |
| 3        | 関東／ 新潟県     | 新潟ウインドオーケストラ               | 金管五重奏           | ミュージックホール組曲 （J.ホロヴィッツ）            | 銀       |          |
| 4        | 北陸／ 富山県     | エロイカウインドアンサンブル           | サクソフォーン四重奏 | 民謡風ロンドの主題による序奏と変奏 （G.ピエルネ）    | 銀       |          |
| 5        | 東海／ 長野県     | 長野市民吹奏楽団                       | サクソフォーン四重奏 | サクソフォーン四重奏曲 （A.デザンクロ）              | 金       |          |
| 6        | 中国／ 岡山県     | 倉敷市民吹奏楽団グリーンハーモニー     | サクソフォーン四重奏 | アンダルシアの騎士 （P.ヴェロンヌ）                  | 銅       |          |
| 7        | 北海道／ 札幌地区 | 札幌ユース吹奏楽団                     | サクソフォーン四重奏 | 3つの即興曲 （P.ウッズ）                             | 銅       |          |
| 8        | 九州／ 鹿児島県   | 鹿児島県立松陽高等学校OB吹奏楽団「緑」 | クラリネット八重奏   | カプリチオ （P.ゴードン）                            | 金       |          |
| 9        | 東京／ 一般       | 乗泉寺吹奏楽団                         | クラリネット四重奏   | 兜率の憂い （磯崎敦博）                              | 金       |          |
| 10       | 四国／ 香川県     | 香川フルート友の会                     | フルート四重奏       | 大四重奏曲 （F.クーラウ）                            | 金       |          |